# Mancin
Mancin ist eine Rotweinsorte. Sie stammt aus dem Bordelais in  Frankreich, wo sie früher verbreitet in den flussnahen Gebieten des Médoc und des Libournais angebaut wurde. In Frankreich wird sie heute nur noch in kleinen Beständen kultiviert. In Kanada sind ebenfalls kleine Anpflanzungen bekannt. Mancin ergibt kräftige, rubinrote Rotweine von guter Qualität.
Comte A. Odart berichtete in seinem 1845 erschienenen Werk Ampélographie universelle ou Traité des cépages les plus estimés von einem Wein des Château d’Issan namens Rubis fondu d'Issan, der aus der mittlerweile fast ausgestorbenen Rebsorte Mancin hergestellt wurde.
Siehe auch die Artikel Weinbau in Frankreich und Weinbau in Kanada sowie die Liste von Rebsorten.

## Synonyme
Die Rebsorte Mancin ist auch unter den Namen Cauny, Côt à queue verte, Côt vert, Coulant, Coulon tilbre, Coulon timbre, Mansain, Mansenc, Mansin, Maussein, Mourtau, Petit fou, Pousse-debout, Tarnay, Tarnay-Coulant und Terny bekannt.

## Ampelographische Sortenmerkmale
In der Ampelographie wird der Habitus folgendermaßen beschrieben:
- Die Triebspitze ist weißwollig behaart und gelegentlich karminrot gefärbt. Die grünen Jungblätter sind spinnwebig behaart und bronzefarben gefleckt (Anthocyanflecken).
- Die glänzenden Blätter sind fünflappig und mitteltuief gebuchtet (siehe auch den Artikel Blattform). Die Stielbucht ist lyren-förmig offen oder auch geschlossen. Das Blatt ist stumpf gezahnt. Die Zähne sind im Vergleich zu anderen Rebsorten mittelweit gesetzt. Im Herbst verfärbt sich das Laub teilweise rötlich.
- Die walzenförmige Traube ist mittelgroß bis groß (im Mittel 292 Gramm schwer) und lockerbeerig. Die rundlichen Beeren sind klein bis mittelgroß (im Mittel 2,1 Gramm) und von schwarz-blauer Farbe.

Die Sorte reift ca. 20 Tage nach dem Gutedel und gilt somit bereits als spätreifend. Da sie früh austreibt, ist sie bei späten Frühjahrsfrösten gefährdet. Mancin ist eine Varietät der Edlen Weinrebe (Vitis vinifera). Sie besitzt zwittrige Blüten und ist somit selbstfruchtend. Beim Weinbau wird der ökonomische Nachteil vermieden, keinen Ertrag liefernde, männliche Pflanzen anbauen zu müssen.